# Movimiento Ambiente de Venezuela
Movimiento Ambiente de Venezuela (MAV) es una organización dedicada a la defensa de los derechos LGBT en Venezuela. Fue la primera organización de la diversidad sexual registrada de manera formal en el país.

## Historia
Basado en la experiencia de otros grupos LGBT venezolanos, como por ejemplo el grupo Entendido, en 1992 un grupo de activistas LGBT encabezados por Oswaldo Reyes —compuesto, entre otros, por Richard Gómez,Cesar Sequera Nuñez María Peña, Ángel Vivas, Carmen Rodríguez y Marianela Ruiz— comenzaron a reunirse con el fin de articular una organización destinada a denunciar hechos de represión contra la diversidad sexual y defender los derechos humanos. Fue registrado oficialmente como organización el 9 de diciembre de 1993, e inicialmente se reunían una vez al mes en un local en El Silencio.
Junto a la labor de denunciar ante el Ministerio Público los abusos policiales hacia la población LGBT —si bien estos no obtenían respuesta—, el Movimiento Ambiente de Venezuela realizaba actividades de prevención de enfermedades de transmisión sexual. A su vez, en 1997 el MAV fue uno de los organizadores de la primera marcha del orgullo realizada en Caracas, que se realizó en la noche del 29 de junio en el bulevar de Sabana Grande; a fines de ese mismo año, un grupo de integrantes se retiró del MAV y fundó en enero de 1998 la Alianza Lambda de Venezuela.
A inicios de 1994 el MAV estableció vínculos con el Ministerio de Salud y Asistencia Social y la Oficina de Prevención y Lucha contra el SIDA (OPL), además de mantener contactos con organizaciones LGBT internacionales. En octubre del mismo año se inició la publicación de Igual Género, revista oficial del MAV; la portada de su primer número presentaba tres parejas: una heterosexual, una gay y una lesbiana. Durante los tres años de funcionamiento de la revista, ésta recibió financiamiento de 40 millones de bolívares mediante fondos de la Unión Europea.
En las elecciones a la Asamblea Nacional Constituyente de Venezuela de 1999, el MAV presentó a Oswaldo Reyes como candidato, convirtiéndose en el primer candidato abiertamente homosexual de Venezuela, sin embargo no resultó elegido. Tras la muerte de Oswaldo Reyes, el MAV dejó de existir como organización.